# Руднев (рабочий посёлок)
Руднев — упразднённый рабочий посёлок в Тульской области, Россия. В 2005 году включен в состав города Донской.

## География
Донской расположен в верховьях великой русской реки Дон, от которой город и получил свое название. Посёлок расположен в зелёной зоне, окружен со всех сторон садами и лесом «Каменная гора».

## История
Посёлок был образован в 1939 году при Люторецких шахтах Донского района Московской области, и назывался Люторическим.
В 1956 году Указом Президиума Верховного Совета РСФСР посёлок был отнесен к категории рабочих поселков и переименован в честь героя гражданской войны в России Николая Александровича Руднева.
В 1957—1963 годах входил в Донской район Тульской области.
В 1963 году пгт Руднев был передан в административное подчинение городу Донской.
В 2005 году вошёл в черту города Донской.

## Население
| 1959 | 1970  | 1979  | 1989  | 2002  |
| ---- | ----- | ----- | ----- | ----- |
| 4697 | ↘3769 | ↘3243 | ↘2693 | ↘2190 |

## Инфраструктура
Активное строительство жилья и объектов соцкультбыта началось в 1950-е с пуском в работу шахт № 2,3,4 Люторического месторождения. С 1975 по 1990 год посёлок заметно преобразился. Ударно работали предприятия промышленности-шахты № 3 и 4, Ушаковский угольный разрез, завод «Маяк», обувная фабрика, Дом быта, амбулатория, школа, почта, отделение Сбербанка, два пионерских лагеря — им. Н. А. Руднева и «Березки», зоны отдыха «Сказка» и «Голубая волна».